# Symbolophorus evermanni
Symbolophorus evermanni és una espècie de peix de la família dels mictòfids i de l'ordre dels mictofiformes.

## Morfologia
- Els mascles poden assolir 8 cm de longitud total.[4]

## Reproducció
És ovípar amb larves planctòniques.

## Depredadors
Al Japó és depredat per Galeus nipponensis i a les Filipines per Lagenodelphis hosei i Stenella longirostris.

## Hàbitat
És un peix marí i d'aigües profundes que viu entre 100-500 m de fondària.

## Distribució geogràfica
Es troba al Mar de la Xina Meridional i el Pacífic (incloent-hi el sud de Hawaii a prop de les Illes Marqueses, l'illa Huaura (Perú) i Xile).